# Lomaria splendens
Lomaria splendens là một loài dương xỉ trong họ Blechnaceae. Loài này được Hort., Kze. mô tả khoa học đầu tiên năm 1850.
Danh pháp khoa học của loài này chưa được làm sáng tỏ. 